# Agne Beijer
Agne Gottreich Kristoffer Beijer, född 24 december 1888 i Stockholm, död 16 mars 1975, var en svensk litteratur- och teatervetare, professor, scenograf och museichef. Han var son till förläggaren Frans Beijer.
Som son till en bokförläggare intresserade sig Beijer för litteraturen och blev en pionjär inom svensk teatervetenskap, avlade en filosofie licentiatexamen vid Uppsala universitet 1920 och verkade sedan som amanuens vid Kungliga biblioteket 1920–1922. Han intresserade sig för äldre svensk dramatik, främst från den gustavianska tiden. Efterhand förändrades hans fokus bort från den dramatiska texten, för att istället närma sig den faktiska teatersituationen. Det är i det tillfälliga mötet mellan text, skådespelare och åskådare som det unika för teatern uppstår, och det är detta som det åligger teaterhistorikern att i efterhand söka redogöra för, menade Beijer.

## Drottningholmsteatern
Sökandet efter referenser och källor till hur teater spelades och framfördes under 1700-talet ledde honom 1921 ut till Drottningholms slott. Syftet med besöket var primärt att studera en tavla med teatrala och performativa inslag. Men besöket ledde också till återupptäckten av den då närmast bortglömda Drottningholms slottsteater, som legat i dvala i närmare 120 år och mest använts som möbelmagasin. Han initierade omgående ett återställande av teatern, som under hans överinseende återinvigdes 1922. En viss produktion av scenföreställningar återupptogs, emellertid endast för slutna sällskap och föreningar. I och med bildandet av vänföreningen Drottningholmsteaterns Vänner 1935 gavs också årligen återkommande föreställningar för dess medlemmar. År 1948 började offentliga föreställningar att ges på teatern i och med att den dåvarande chefen på Kungliga Operan, Harald André, anhöll om att få ge publika föreställningar där.

## Teatermuseum och bibliotek
Vid teatern skapade han också ett Drottningholms teatermuseum, för vilket han från 1925 blev intendent och 1958 formellt utnämndes till dess förste museichef. Med placering på Linnégatan i Stockholm tillkom 1937 ett bibliotek och arkiv med uppgift att stödja teaterforskningen med litteratur och dokumentation. Från denna tid skrev han också ett antal böcker om Drottningholmsteatern och övrig kulturvetenskap. 1946 utnämndes han till Nordens förste professor i teatervetenskap vid dåvarande Stockholms högskola. Parallellt verkade han även som kulturjournalist och teaterkritiker i Göteborgs Handels- och Sjöfartstidning åren 1924–1926 och 1928–1930, samt i Stockholms dagblad 1926–1930. Han fungerade emellanåt också som scenograf, bland annat till stumfilmen Två konungar 1925.
Biblioteket ingår idag i Musik- och teaterbibliotekets samlingar.
Agne Beijer är begravd på Botkyrka kyrkogård.

## Priser och utmärkelser
- 1957 – Medaljen för tonkonstens främjande
- 1960 – Schückska priset
- 1966 – Svenska Akademiens teaterpris